# Boomzwaluw
De boomzwaluw ook wel Amerikaanse boomzwaluw (Tachycineta bicolor) is een zangvogel in de familie van de zwaluwen.

## Kenmerken
Deze boomzwaluw wordt gemiddeld 13,5 cm lang en heeft een gewicht van rond de 20 gram. De bek is klein. De volwassen boomzwaluw heeft glanzende blauw-groene bovendelen, een witte buik en een licht gevorkte staart. Het vrouwtje heeft in het algemeen doffere kleuren dan het mannetje en is vaak groener dan het mannetje, welke juist vaak blauwer is. Het verenkleed van de kuikens heeft een doffe grijs-bruine kleur aan de bovenkant en kan een grijze borstband hebben.

## Leefwijze
Buiten het broedseizoen is de boomzwaluw een zeer sociale soort en vormt dan soms ook zwermen van enkele duizenden vogels. Zwermen bij Vacherie (Louisiana) werden geschat op ruim 1 miljoen vogels in december 2009.
De boomzwaluw voedt zich met name met insecten, soms aangevuld met kleine hoeveelheden fruit. Hij is een uitstekende vlieger en is in staat vanaf de stok op te stijgen en in de lucht insecten te vangen.

## Voortplanting

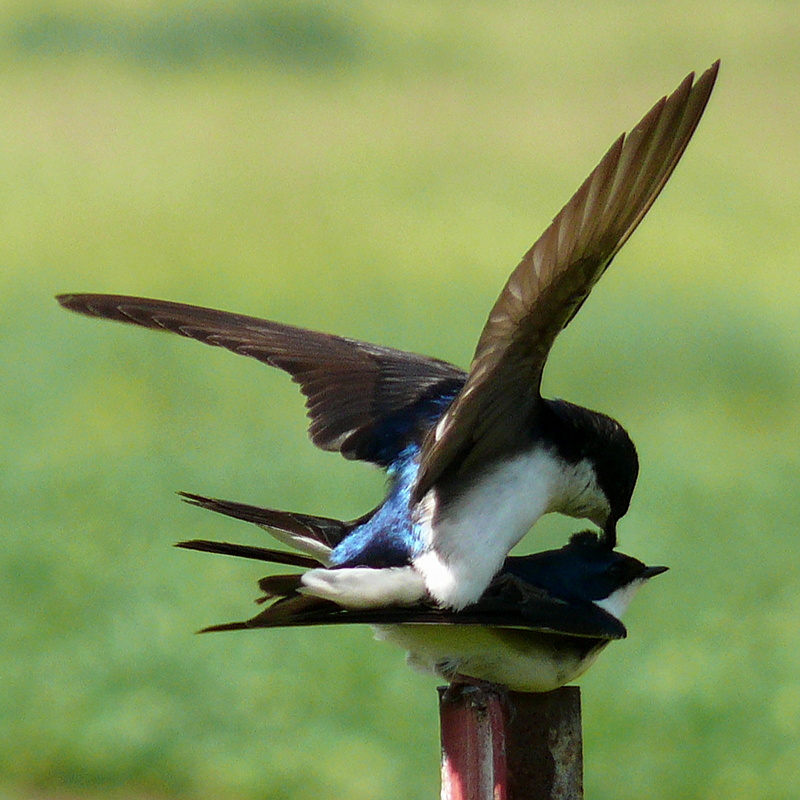
Parende boomzaluwen.

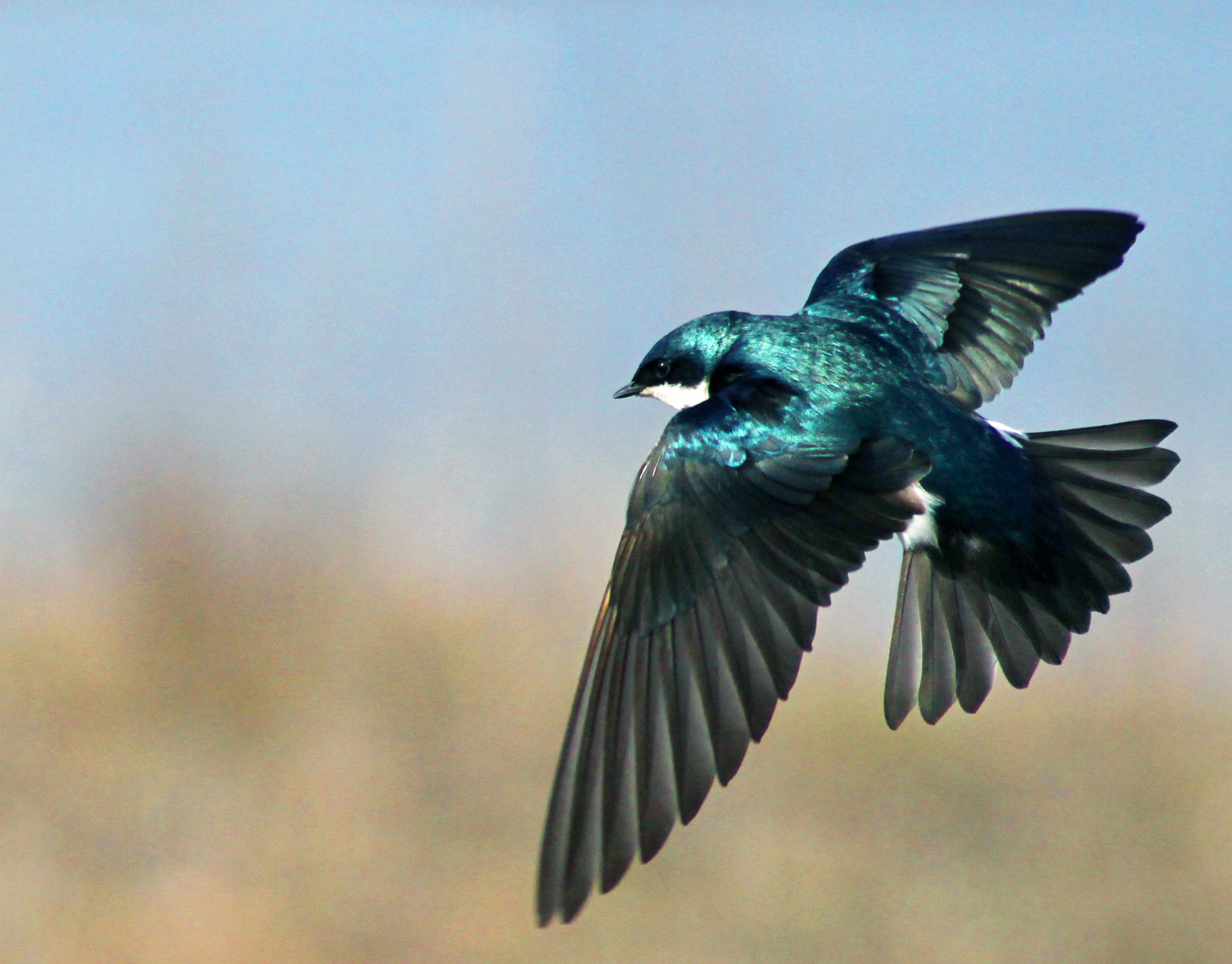
Een boomzwaluw in vlucht in New York.

Boomzwaluwen nestelen in natuurlijke en kunstmatige holtes bij het water en kunnen vaak worden gevonden in grote zwermen. Ze maken gretig gebruik van nestkasten, waaronder die gebouwd voor Sialia. Een daling van het aantal holtebouwende populaties resulteert in minder natuurlijke broedplaatsen voor boomzaluwen, hoewel de zwaluwbevolking gezond en stabiel blijft.
Het nest bestaat uit verschillende lagen gras en takjes en is bekleed met grote veren van andere soorten. Het vrouwtje legt 4 tot 7 witte eieren en broedt ze zelf uit. De eieren komen na ongeveer 14 dagen uit. De jongen zijn nestblijvers en vliegen na 16 tot 24 dagen uit. Als er jongen of eieren in het nest zijn maken de volwassenen regelmatig duikvluchten richting indringers (inclusief nieuwsgierige mensen) om ze van het gebied te verdrijven. Boomzaluwen staan er bekend om dat ze in de lucht om veren "vechten". De reden hiervoor is nog onbekend, maar er is enige speculatie dat het om een vorm van spelen zou gaan.
Boomzwaluwen maken over het algemeen één nest per seizoen, hoewel ze soms een tweede nest proberen als de eerste vroeg in het seizoen faalt. Er zijn verslagen van ouders die twee succesvolle broedsels in één seizoen opvoedden.

## Verspreiding en leefgebied
In Australië komt een ander soort zwaluw voor die ook boomzwaluw wordt genoemd, de Australische boomzwaluw (Petrochelidon nigricans). De Amerikaanse boomzwaluw is een trekvogel die broedt in Noord-Amerika en overwintert in Mexico, Midden-Amerika en de Caraïben. In zeldzame gevallen zwerven vogels van deze soort naar West-Europa.